# Муравьёв, Николай Андреевич
Николай Андреевич Муравьёв (1902—1945) — лейтенант Рабоче-крестьянской Красной Армии, участник Великой Отечественной войны, Герой Советского Союза (1945).

## Биография
Николай Муравьёв родился 13 октября 1902 года в селе Адамовка (ныне — Переволоцкий район Оренбургской области). После окончания начальной школы работал в колхозе. В мае 1942 года Муравьёв был призван на службу в Рабоче-крестьянскую Красную Армию. С января 1943 года — на фронтах Великой Отечественной войны. В том же году Муравьёв окончил курсы младших лейтенантов.
К январю 1945 года гвардии лейтенант Николай Муравьёв командовал ротой 337-го гвардейского стрелкового полка 121-й гвардейской стрелковой дивизии 13-й армии 1-го Украинского фронта. Отличился во время форсирования Одера. В ночь с 25 на 26 января 1945 года рота Муравьёва переправилась через Одер и приняла активное участие в боях за захват и удержание плацдарма, продержавшись до переправы основных сил. 28 января 1945 года Муравьёв погиб в бою. Похоронен в городе Хобеня.
Указом Президиума Верховного Совета СССР от 10 апреля 1945 года гвардии лейтенант Николай Муравьёв посмертно был удостоен высокого звания Героя Советского Союза. Также был награждён орденом Ленина и медалью.
В честь Муравьёва названа улица в Переволоцком.